# Кингс-Линн-энд-Уэст-Норфолк
Кингс-Линн-энд-Уэст-Норфолк (англ. King's Lynn and West Norfolk) — неметрополитенский район (англ. Non-metropolitan district) со статусом боро в графстве Норфолк (Англия). Административный центр — город Кингс-Линн.

## География
Район расположен на побережье Северного моря в западной части графства Норфолк, граничит с графствами Линкольншир, Кембриджшир и Суффолк.

## Состав
В состав района входит 3 города:
- Даунем-Маркет
- Кингс-Линн
- Ханстантон

и 99 общин (англ. Civil parish).